# Martina van Berkel
Martina van Berkel (* 23. Januar 1989 als Martina Eva van Berkel) ist eine ehemalige Schweizer (auch mit niederländischer Staatsangehörigkeit) Schwimmerin und Olympiateilnehmerin (2012). Sie ist 65-fache Schweizermeisterin und hält viele Schweizer Rekorde.

## Werdegang
Martina van Berkel besitzt neben der Schweizer auch die niederländische Staatsbürgerschaft. Sie startete 2009 und 2011 bei den Schwimmweltmeisterschaften, schwamm für die Limmat Sharks Zürich und wurde von Dirk Reinicke trainiert.
2003 startete sie beim European Youth Olympic Festival in Paris. Bis September 2007 schwamm sie für den SC Winterthur, wechselte aber danach aufgrund der langen Reisezeit und eines "nicht mehr perfekten" Umfelds zu den Limmat Sharks Zürich.

### Olympische Sommerspiele 2012
Martina van Berkel konnte sich für einen Startplatz bei den Olympischen Spielen in London qualifizieren. Sie startete über 200 Meter Schmetterling, konnte den Final aber nicht erreichen. Seit 2013 wurde sie von Michael Spikermann trainiert.
Im April 2015 konnte Martina van Berkel, die für den Schwimmverein Nikar Heidelberg startet, bei den deutschen Meisterschaften in Berlin ihren eigenen Schweizer Rekord über 400 m Lagen auf 4:47,95 min senken.

### Sommer-Universiade 2017
Im August 2007 holte sie Silber über 200 m Schmetterling an der Sommer-Universiade 2017 in Taipeh.

Im November 2017 erklärte die 28-Jährige mit dem Erringen ihres 65sten Schweizermeister-Titel über 200 m Rücken ihre aktive Zeit für beendet.

### Privates
Nach dem Studium der Publizistik- und Kommunikationswissenschaft begann sie 2013 ein Doktorat am Lehrstuhl für Medienökonomie und Management an der Universität Zürich, das sie 2017 abschliessen konnte. Ihr älterer Bruder Jan van Berkel (* 1986) ist als Triathlet aktiv.

## Sportliche Erfolge
| Datum/Jahr    | Rang | Wettbewerb                           | Disziplin           | Austragungsort | Zeit    | Bemerkung                                                                      |
| ------------- | ---- | ------------------------------------ | ------------------- | -------------- | ------- | ------------------------------------------------------------------------------ |
| Aug. 2017     | 2    | Sommer-Universiade 2017              | 200 m Schmetterling | Taoyuan        | 2:11,32 |                                                                                |
| 28. Juli 2017 | 27   | Schwimmweltmeisterschaften 2017      | 100 m Schmetterling | Budapest       | 1:00,52 |                                                                                |
| 2. Aug. 2015  | 27   | Schwimmweltmeisterschaften 2015      | 400 m Freistil      | Kasan          | 4:15,83 | Martina van Berkel belegte mit neuer persönlicher Bestzeit im Vorlauf Rang 27. |
| 9. Apr. 2015  |      | Deutsche Schwimmmeisterschaften 2015 | 400 m Lagen         | Berlin         | 4:47,95 | neuer Schweizer Rekord                                                         |
| 24. Aug. 2014 | 8    | Schwimmeuropameisterschaften 2014    | 4 × 200 m Freistil  | Berlin         | 8:10,53 | mit dem Schweizer Team (Noémi Girardet, Danielle Villars und Lisa Stamm)       |
| 21. Aug. 2014 | 7    | Schwimmeuropameisterschaften 2014    | 200 m Schmetterling | Berlin         | 2:10,28 | neuer Schweizer Rekord                                                         |
| 12. Dez. 2013 | 8    | Kurzbahneuropameisterschaften 2013   | 200 m Schmetterling | Herning        | 2:08,03 |                                                                                |
| 22. Nov. 2012 | 5    | Kurzbahneuropameisterschaften 2012   | 200 m Schmetterling | Chartres       | 2:08,84 |                                                                                |
| 31. Juli 2012 | 7    | Olympische Sommerspiele 2012         | 200 m Schmetterling | Chartres       | 2:12,25 | im Vorlauf 2 – Finale nicht erreicht                                           |
| 8. Dez. 2011  | 7    | Kurzbahneuropameisterschaften 2011   | 200 m Schmetterling | Stettin        | 2:06,75 | neuer Schweizer Rekord                                                         |
| 23. Okt. 2011 | 5    | Kurzbahn-Weltcup 2011                | 200 m Schmetterling | Berlin         | 2:07,43 | neuer Schweizer Rekord                                                         |
| 28. Juli 2011 | 18   | Schwimmweltmeisterschaften 2011      | 200 m Schmetterling | Shanghai       | 2:09,68 |                                                                                |
| 17. Dez. 2010 | 14   | Kurzbahnweltmeisterschaften 2010     | 200 m Rücken        | Dubai          | 2:12,57 |                                                                                |
| 15. Dez. 2010 | 14   | Kurzbahnweltmeisterschaften 2010     | 200 m Schmetterling | Dubai          | 2:08,01 |                                                                                |
| 1. Aug. 2009  | 34   | Schwimmweltmeisterschaften 2009      | 100 m Schmetterling | Rom            | 0:59,87 |                                                                                |
| 1. Aug. 2009  | 34   | Schwimmweltmeisterschaften 2009      | 200 m Rücken        | Rom            | 2:17,05 |                                                                                |
| 30. Juli 2009 | 25   | Schwimmweltmeisterschaften 2009      | 200 m Schmetterling | Rom            | 2:11,41 |                                                                                |
| 30. Juli 2009 | 43   | Schwimmweltmeisterschaften 2009      | 100 m Rücken        | Rom            | 1:03,44 |                                                                                |
| 13. Dez. 2007 | 12   | Kurzbahneuropameisterschaften 2007   | 200 m Schmetterling | Debrecen       | 2:13,34 | neuer Schweizer Rekord                                                         |

### Rekorde
| Schweizer Rekorde (2)   | Schweizer Rekorde (2) | Schweizer Rekorde (2) | Schweizer Rekorde (2)                         |
| ----------------------- | --------------------- | --------------------- | --------------------------------------------- |
| 200 m Delfin            | 2:06,75 min           | 8. Dezember 2011      | Kurzbahneuropameisterschaften 2011 (Stettin)  |
| 400 m Lagen             | 4:47,95 min           | 9. April 2015         | Deutsche Schwimmmeisterschaften 2015 (Berlin) |
| (Stand: 10. April 2014) |                       |                       |                                               |